# Diogo Gomes de Castanheda
Diogo Gomes de Castanheda (m. depois de 1259) foi o primeiro rico-homem de sua linhangem, senhor de Las Hormazas e tenente das Astúrias de Santillana em 1259.

## Relações familiares
Foi filho de Gomes de Castanheda e de Maria. Casou com Maior Álvares, filha de Alvar Dias e de Teresa Peres Girão de quem teve:
- Ruy Dias de Castanheda,[3]
- Pedro Dias de Castanheda casou primeiro com Maior Afonso de Celada, filha de Afonso Garcia de Villamayor e Elvira Fernandes de Castro, e depois com Inês Rodrigues de Vilalobos, filha de Ruy Gil de Vilalobos (I) e Maria Dias de Haro.[4]
- Nuno Dias de Castanheda,[5] casou com Maria Dias de Haro,
- Álvaro Dias de Castanheda,
- Elvira Dias de Castanheda casou com Rodrigo Gonçalves Girão, senhor de San Román, filho de Gonçalo Rodrigues Girão, mestre da Ordem de Santiago e de Berengária Martines.
- Joana.